# Pulsar podwójny

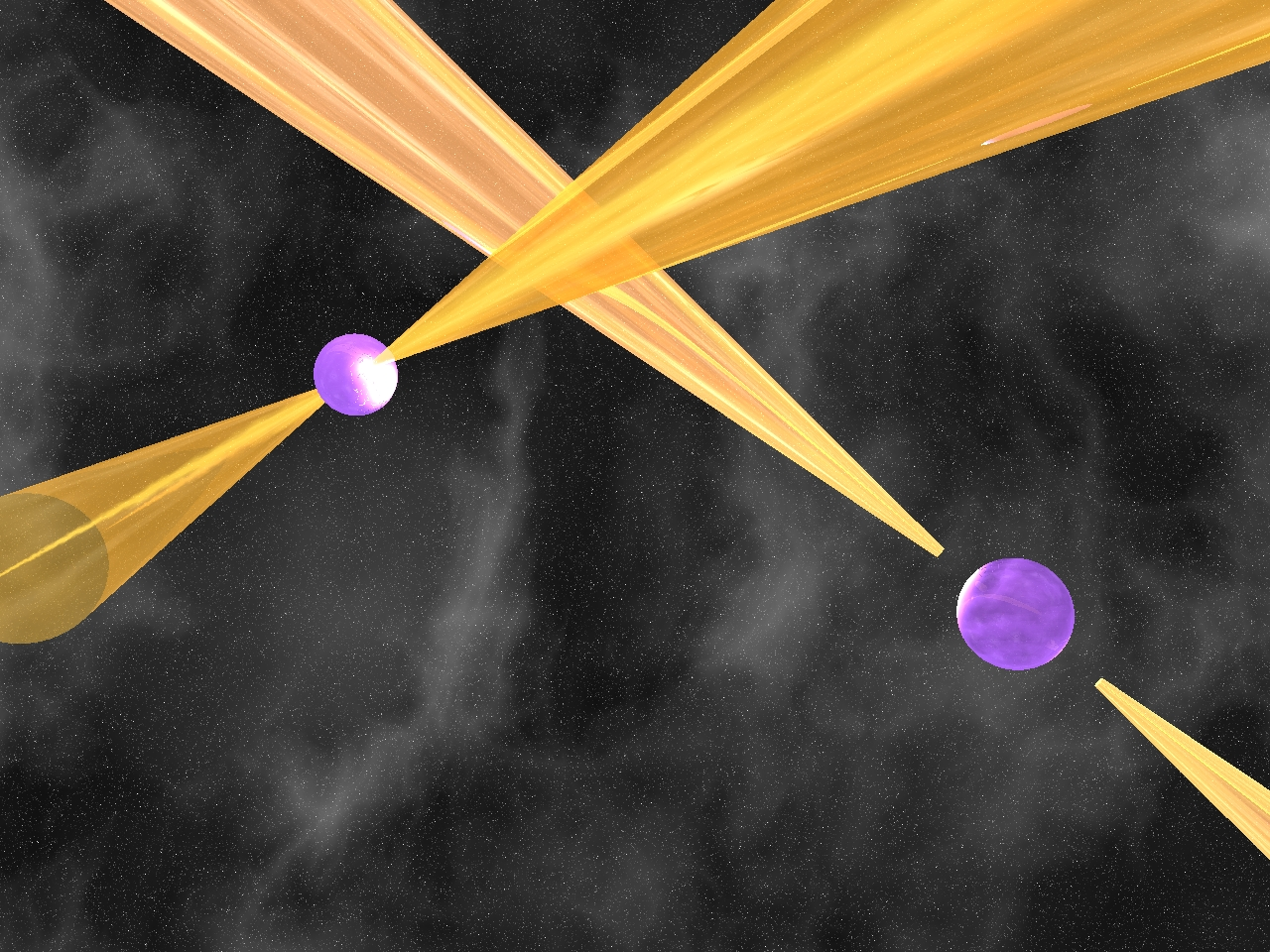
Wizja artystyczna pulsara podwójnego PSR J0737-3039, w którym oba składniki są pulsarami

Pulsar podwójny – układ podwójny składający się z pulsara i obiektu typu gwiazdowego, w bardzo rzadkich przypadkach oba składniki układu są pulsarami. W ogromnej większości przypadków towarzyszem pulsara w układzie podwójnym jest biały karzeł, znacznie rzadziej jest to zwykła gwiazda neutronowa lub gwiazda ciągu głównego. Prawdopodobnie istnieją też układy składające się z pulsara i czarnej dziury, lecz (według stanu wiedzy na 2011) jeszcze żadnego takiego układu nie odkryto. Około 10% znanych pulsarów istnieje w układach podwójnych.
Ze względu na olbrzymią masę pulsarów w podwójnych układach występują one tylko z rozdziałem odległości (tzn. obydwa obiekty są znacznie od siebie oddalone). Rozmiary orbit niektórych pulsarów podwójnych są porównywalne z rozmiarami Słońca, okres obiegu wynosi w takich przypadkach około jednego dnia. Z kolei największą orbitę, której rozmiar jest niewiele mniejszy niż odległość Merkurego od Słońca, ma PSR J1930-1852, jego składniki obiegają środek masy układu w ciągu około 45 dni.
Pierwszy pulsar podwójny, PSR B1913+16, odkryli Russell Alan Hulse i Joseph H. Taylor Jr. w 1974. Za swoje odkrycie otrzymali Nagrodę Nobla w dziedzinie fizyki w 1993.
Układ taki jest idealny do testowania ogólnej teorii względności Einsteina. Przy wykorzystaniu pulsara podwójnego PSR B1913+16 Taylor i jego współpracownicy udowodnili pośrednio istnienie fal grawitacyjnych, przewidywanych przez tę teorię.
Innym przykładem pulsara podwójnego jest PSR B1534+12 odkryty przez Aleksandra Wolszczana w 1990. 
Jednym z najbardziej niezwykłych pulsarowych układów podwójnych jest AR Scorpii (AR Sco). AR Sco składa się z gwiazdy karłowatej typu M i szybko wirującego białego karła na orbicie o okresie obiegu zaledwie 3,56 godziny. Układ wykazuje emisję pulsacyjną z okresem 1,97 minuty w szerokim zakresie długości fal i przynależy do nowo zdefiniowanej klasy pulsarowych gwiazd podwójnych, znanych jako pulsar białego karła. Ten nietypowy pulsar został odkryty w 2015 roku przez zespół, którego liderem był Tom Marsh, przy udziale polskiego astronoma, Jakuba Bochińskiego. Kolejny tego rodzaju pulsar, J191213.72-441045.1, został odkryty w 2023 roku. 
Pierwszym znanym pulsarem podwójnym, w którym oba składniki są pulsarami jest odkryty w 2003 roku PSR J0737-3039.